# 浦臼町
浦臼町（うらうすちょう）は、北海道空知総合振興局管内にある町。石狩川右岸に位置する町である。樺戸郡に属する。

## 町名の由来
町内を流れる浦臼内川のアイヌ語名に由来するとされているが諸説あり、アイヌ語研究者の山田秀三は「ウラユシナイ（uray-us-nay）」（簗・多い・川）から、とする説を支持している。このほか、語尾が同様に川を表す「ペッ（pet）」に置き換わった「ウラユシペッ（uray-us-pet）」からと紹介されることもあるが、山田は幕末の探検家・松浦武四郎の記録や古い小地名における「ウラウスナイ」「ウラウシナイ」に記載から、懐疑的に見ている。
このほか永田方正による「ウラシナイ（uras-nay）」（笹・川）からのという説があるが、山田はこれについても、道内諸地に「ウラシ」由来の地名がある（例：浦士別など）ため、混合したのではないか、とみている。

## 地理
北海道空知総合振興局管内のほぼ中央に位置する。西は樺戸山地の峰を境に当別町、北は樺戸境川を境に新十津川町、南はトレシップタウシナイ川を境に月形町と接する。
- 山 : 隈根尻山、樺戸山、浦臼山、鳥越山、天狗鼻
- 河川 : 石狩川、樺戸境川、浦臼内川、黄臼内川、滝田川、於札内川、札的内川、晩生内川
- 湖沼 : ピラ沼、トイ沼、浦臼沼、鶴沼、新沼、月沼、東沼、西沼、ウツギ沼

### 隣接している自治体
- 空知総合振興局
  - 美唄市
  - 樺戸郡月形町
  - 樺戸郡新十津川町
  - 空知郡奈井江町
- 石狩振興局
  - 石狩郡当別町

## 歴史
- 縄文時代より栄えた。
- 1807年（文化4年）: 近藤重蔵は、浦臼で探索。
- 1887年（明治20年）: 樺戸集治監の囚人達によって、月形 - 晩生内（おそきない）間の道路開削。入植開始。
- 1893年（明治26年）: 聖園教会の開設。
- 1897年（明治30年）: 坂本直寛が開拓の為、移住する。
- 1899年（明治32年）5月27日 : 浦臼村、月形村（現月形町）より分立
- 1909年（明治42年）: 二級町村制施行
- 1951年（昭和26年）4月1日 : 奈井江町の一部を編入（三軒屋）。同日、キナウスナイの一部を奈井江町へ編入
- 1960年（昭和35年）9月1日 : 町制施行「浦臼町」
- 1998年（平成10年）: ウラウスリゾート開発公社特別清算
- 1999年 : 開基百年
- 2003年 : 中空知地域合併協議会設置

## 経済
浦臼町は北海道内では数少ないコンビニエンスストアが出店していない自治体であったが、2019年（令和元年）6月1日に「ローソン浦臼町店」が開店しコンビニエンスストア空白地帯が解消された。

### 産業
- 農業：米、花卉、メロン、ばれいしょ、アスパラガス、ぼたんそば、ブドウ（ワイン用）

### 立地企業
- 神内ファーム21株式会社
- 有限会社鶴沼ワイナリー
- 北海道ワイン株式会社加工用果樹試験研究センター

### 農協
- ピンネ農業協同組合（JAピンネ）浦臼支所

### 金融機関
- 北門信用金庫浦臼支店

### 郵便局
- 浦臼郵便局（集配局）
- 晩生内郵便局
- 鶴沼郵便局

### 宅配便
- ヤマト運輸：道北主管支店砂川センター（滝川市）
- 佐川急便：岩見沢営業所（岩見沢市）
- 日本通運：滝川支店（滝川市）

## 公共機関
警察
- 滝川警察署
  - 浦臼駐在所、晩生内駐在所

消防
- 砂川地区広域消防組合奈井江・浦臼支署（奈井江町）

## 姉妹都市・提携都市
国内
- 高知県長岡郡本山町（1999年2月27日友好都市提携）

## 地域

### 人口
| |                                        |  |
| 浦臼町と全国の年齢別人口分布（2005年） | 浦臼町の年齢・男女別人口分布（2005年） |  |
| ■紫色 ― 浦臼町 ■緑色 ― 日本全国 | ■青色 ― 男性 ■赤色 ― 女性              |  |
| 浦臼町（に相当する地域）の人口の推移 \| 1970年（昭和45年） \| 5,245人 \| \| \| 1975年（昭和50年） \| 3,960人 \| \| \| 1980年（昭和55年） \| 3,654人 \| \| \| 1985年（昭和60年） \| 3,400人 \| \| \| 1990年（平成2年） \| 3,058人 \| \| \| 1995年（平成7年） \| 2,854人 \| \| \| 2000年（平成12年） \| 2,643人 \| \| \| 2005年（平成17年） \| 2,417人 \| \| \| 2010年（平成22年） \| 2,206人 \| \| \| 2015年（平成27年） \| 1,985人 \| \| \| 2020年（令和2年） \| 1,732人 \| \| |                                        |  |
| 総務省統計局 国勢調査より |                                        |  |
| 1970年（昭和45年） | 5,245人                                |  |
| 1975年（昭和50年） | 3,960人                                |  |
| 1980年（昭和55年） | 3,654人                                |  |
| 1985年（昭和60年） | 3,400人                                |  |
| 1990年（平成2年） | 3,058人                                |  |
| 1995年（平成7年） | 2,854人                                |  |
| 2000年（平成12年） | 2,643人                                |  |
| 2005年（平成17年） | 2,417人                                |  |
| 2010年（平成22年） | 2,206人                                |  |
| 2015年（平成27年） | 1,985人                                |  |
| 2020年（令和2年） | 1,732人                                |  |

### 消滅集落
2015年国勢調査によれば、以下の集落は調査時点で人口0人の消滅集落となっている。
- 浦臼町 - 字なし区域

### 教育
中学校
- 浦臼町立浦臼中学校

小学校
- 浦臼町立浦臼小学校

## 交通

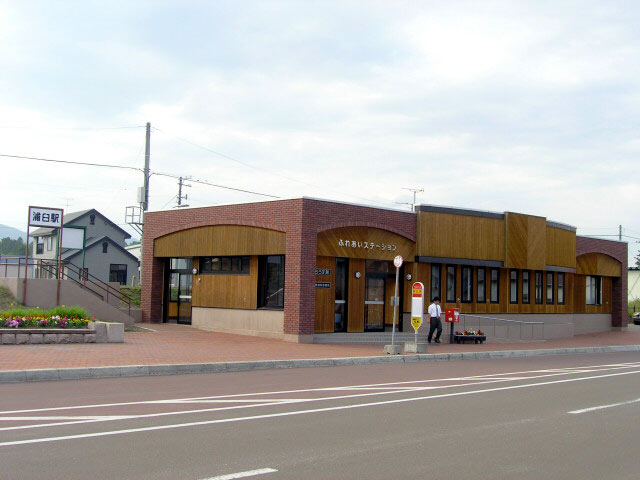
浦臼駅

### 鉄道
町内の鉄道は廃止されている。最寄り駅は函館本線奈井江駅。

#### 廃止された鉄道路線
北海道旅客鉄道（JR北海道）
- 札沼線（学園都市線・2020年5月7日廃止） : 晩生内駅 - 札的駅 - 浦臼駅 - 鶴沼駅- 於札内駅

### バス
かつてはジェイ・アール北海道バス（石狩線）が町内で運行しており、同社撤退後は一部路線を浦臼町のほか北海道中央バス（滝川営業所）が承継したもののこちらも撤退している。
- 浦臼町営バス
  - 浦臼駅 - 新十津川農高前 - 滝川駅[7] ※札沼線廃止代替バス。2022年10月1日に北海道中央バス撤退に伴い町営バスとして新設
- 美唄自動車学校
  - 月形駅 - 浦臼駅[8] ※札沼線廃止代替バス
  - 浦臼駅 - 奈井江駅 - 砂川駅[7] ※2022年10月1日に浦臼町営バスから移管

### タクシー
- 美唄圏エリア

### 道路
- 一般国道
  - 国道275号（空知国道）
- 一般道道
  - 北海道道278号奈井江浦臼線
  - 北海道道603号浦臼停車場線
  - 北海道道1159号美唄浦臼線
- 道の駅
  - つるぬま

## 名所・旧跡・観光スポット
- 札的沢大滝
- 美浦渡船[9]
- 鶴沼公園
- 浦臼町自然休養村センター／浦臼町温泉保養センター
- 浦臼神社
- 東洋一の鶴沼ワイナリー（ワイン用葡萄畑の作付け面積・収穫量が日本一）
- 坂本龍馬家の墓（往時の龍馬ゆかりの人々が眠る）
  - 坂本龍馬の甥、坂本直寛が入植したことによる。
- いこいの森公園（樺戸連山が一望、野生小動物の鑑賞が出来る）
- カタクリとエゾエンゴサクの群生地浦臼神社
- 浦臼郷土資料館（蝦夷地開拓の夢を抱いた幕末のヒーロー龍馬に触れることが出来る）
- 恋人の聖地（石造り倉庫「蔵」）
- 田園空間博物館農機具展示場 （歴史的農機具展示施設）
- 山口誓子（俳人）の句碑
- 日本キリスト教会聖園教会(明治26年に浦臼に入植した、武市瑞山の親戚武市安哉が設立した教会。)

## イベント・祭事・催事
- 浦臼夏祭り
- ワインの里フェスティバルin 浦臼
- ぼたんそば収穫祭 in 浦臼

## 出身者
- 琴似又市（アイヌ民族指導者）
- 友成又六（元・浦臼村長・町長）
- 井川伊平（政治家＝元・参議院議員・北海道開発政務次官）（徳島県生、浦臼聖園尋常高等小学校卒）
- 小松原勝市（洋画家）
- 宮之内一平（作家）
- 岡本洋典（写真家）
- 鎌田泉（白元（現白元アース）創業者）
- 佐々木豊（元松前町長、元北海道議会議長）
- 野邑清美（元中頓別町長）
- 吉岡清栄（元浦臼町長・滝川市長）
- 大野新生（元北海道議会議員）
- 神原勝（行政学者・北海道大学名誉教授）
- 山本要（元浦臼町長）

## ウラウスリゾート問題
- 第三セクターの「ウラウスリゾート開発公社」に関係する一連のスキャンダルと倒産劇。
  - バブル期に大規模なリゾート開発が計画され、ウラウスリゾート開発公社が設立された。バブルがはじけたにもかかわらずある程度造成が進んだ。
  - しかし1992年、富士銀行（現みずほ銀行）赤坂支店不正融資事件が発覚。逮捕された人物がウラウスリゾートに深く関わり、またリゾート計画そのものが事件と関与していることが国会でも取り上げられ、工事が中断。
  - 1998年、開発公社は135億円の負債を抱え、札幌地方裁判所滝川支部に特別清算を申し入れ、倒産。